# Fundación Chol-Chol
La Fundación Chol-Chol es una organización chilena de comercio justo que contribuye al desarrollo humano sostenible de cerca de 200 artesanas y artesanos mapuches del sur de Chile, a través de la comercialización sin fines de lucro de su fina artesanía y la entrega de capacidades de gestión en negocios y preservación de su identidad cultural mapuche.
Sus productos están hechos completamente a mano, con recursos sostenibles locales y se basan en las raíces indígenas del pueblo mapuche, respetando el equilibrio entre tradición e innovación. En particular, sus textiles son elaborados con lana de oveja teñida con vegetales y minerales, según las técnicas y la simbología ancestral de las tejedoras mapuches.
Desde más de 15 años la Fundación Chol-Chol cultiva una real cooperación comercial estable, justa y solidaria con las tejedoras campesinas de la Araucanía, que reciben un sueldo decente y regular por su trabajo, con el fin de ayudarles a pasar de una posición de vulnerabilidad a la seguridad y a la autosuficiencia económica. 
En el mismo tiempo, provee al consumidor tejidos mapuches exclusivos y de alta calidad para vestir, decorar el hogar o simplemente regalar. 

## Historia
1971: el filántropo James W. Mundell, después de trabajar por 20 veinte años como sacerdote en la zona de Chol-Chol, crea The Chol-Chol Foundation como organización estadounidense sin fines de lucro en Washington D. C., EE. UU., para apoyar el desarrollo humano de las comunidades rurales bajo la línea de la pobreza de la Región de la Araucanía en Chile. 
1974: la organización se establece en Chile y el Sr. Mundell crea un sistema de recepción de donaciones que permite generar los primeros programas de apoyo a la comunidad local de campesinos.
1979: el Gobierno de Chile autoriza oficialmente a The Chol-Chol Foundation para ejercer en el territorio chileno.
Década 1980: el trabajo se orienta principalmente hacia el desarrollo de programas agrícolas con apoyo técnico y financiero a pequeños agricultores, se otorga especial atención a los problemas que preocupan a los campesinos y se les apoya con recursos financieros con el fin de generar un proceso educativo y productivo que vaya en beneficio de su cultura, ambiente y desarrollo personal. Se mantienen diversos programas de apoyo al desarrollo humano que continúan hasta la década del 90 como el Programa de Capacitación a Pequeños Agricultores (Capacitación y Asistencia Técnica en el área silvoagropecuaria), Programa Forestal (recuperar suelos degradados y erosionados).
Década 1990: se crea el Programa Mujeres que busca generar igualdad de oportunidades mediante la capacitación y la organización de la mujer campesina y mapuche, que incorpore sus conocimientos y sea útil para su vida cotidiana y la familia. Capacitación productiva en áreas como Textilería Mapuche, Horticultura, Apicultura, Manejo de Ganado Menor, y la complementa como Salud familiar, Salud reproductiva, Nutrición, Apoyo organizacional, Desarrollo personal, Emprendimiento a cerca de 2000 mujeres de la región hasta el año 2003.
1994: se generan las primeras instancias de comercialización de Textilería Tradicional Mapuche.
1997: fallece James W. Mundell, fundador y Director de The Chol-Chol Foundation.
2000: la organización modifica sus estatutos y adquiere personalidad jurídica como organización chilena, pero mantiene el objetivo organizacional original, con una gestión independiente y basada en un directorio chileno. La organización estadounidense prosigue sus actividades como grupo asesor voluntario.
2000: se crea la Asociación Ñimi Kafe Pu Domo, que agrupa a cerca de 600 productoras textiles y agrícolas capacitadas.
2001-2005: la Fundación Chol-Chol es certificada como Organización Técnica de Capacitación por el Ministerio de Educación y funciona como un Centro de Educación Integral de Adultos, lo que permite generar un proceso educativo y productivo en beneficio de más de 200 personas.
2005: Fundación Chol-Chol ingresa como miembro a IFAT, la Federación Internacional de Comercio Justo, al cumplir con una serie de estándares internacionales de comercialización, que buscan potenciar el desarrollo de capacidades en los productores, generar buenas condiciones de trabajo, pagar un precio justo y equidad de género, entre otras.
2005: se inicia un Proyecto Piloto de Plantas Medicinales con 2 grupos comunitarios de la zona costera de la IX región. 
2006: se inicia un enfoque de trabajo hacia la promoción del desarrollo socioeconómico de las productoras de la Asociación Indígena Ñimi Kafe Pu Domo.
2007: Fundación Chol-Chol es acreditada como "Organización de Comercio Justo" (OCJ) por IFAT, la Federación Internacional de Comercio Justo, convirtiéndose en la primera organización miembro de IFAT de la Araucanía y la cuarta organización en Chile.

## Comercio Justo
El artículo 23 de la Declaración Universal de los Derechos Humanos de 1948 decreta: “Toda persona que trabaja tiene derecho, sin discriminación alguna, a una remuneración equitativa y satisfactoria, que le asegure, así como a su familia, una existencia conforme a la dignidad humana”. Es este derecho fundamental que el comercio justo propone restaurar.
El comercio justo existe para restablecer justicia en el comercio tradicional: un productor necesita tiempo y recursos para hacer su trabajo y, porque tiene que vender su producto para vivir, la mayoría de las veces es obligado a bajar su precio para satisfacer al comprador y, al fin, no puede vivir digno de su trabajo porque su producto le cuesta más de que lo que él puede ganar. Gracias al comercio justo, tiene relaciones comerciales seguras, un sueldo mínimo y regular, y la oportunidad de profesionalizarse.
Por un lado, un productor (una mujer, un hombre) que trabaja y vive en mejores condiciones, que respeta al medioambiente y que prefiere la calidad a la cantidad. Por el otro lado, un consumidor responsable (yo) que se preocupa por la proveniencia del producto que va a comprar, y que quiere saber ¿quién? y ¿cómo? La Fundación Chol-Chol, como organización de comercio justo, se puede ver como un facilitador de encuentro que puede satisfacer a todos.
El comercio justo en Chile a partir del 2013 se ha propuesto devolver el rostro humano a las negociación, sumando gestión en el ámbito digital. Esta innovación socio-tecnológica de nombre brillar.cl, creada por Juan Pablo Acevedo Verdugo está en disposición de cualquier tipo de negocio que persiga una actitud sustentable (proponiendo un precio justo, bajo un trato justo).
La Fundación Chol-Chol es miembro de varias redes de comercio justo:
- la Organización Mundial de Comercio Justo (WFTO)
- la Asociación Latinoamericana de Comercio Justo (IFAT-LA)
- la Red de Comercio Justo des Sur (SURES), de la que también la Fundación Chol-Chol es fundadora y liderada
- el Espacio de Economía y Comercio Solidario de Chile
- la Federación de Comercio Justo (FTF, EE-UU)

## Áreas de acción
Como negocio de comercio justo, la Fundación Chol-Chol mantiene, con productores socios, un sistema comercial que contempla:
- Capacitación: constante traspaso de conocimientos para comunidades socias y no asociadas de la Fundación
- Microcrédito: entrega de lana de excelente calidad y garantía de rendimiento para las tejedoras
- Asistencia técnica: seguimiento profesional a la capacitación y los procesos de producción
- Calidad e innovación: mantención y avance en la calidad y excelencia de elaboración de los productos

La Fundación Chol-Chol trabaja con mujeres tejedoras campesinas Mapuche repartidas en 33 grupos de 6 comunas de la región de la Araucanía que hoy pertenecen a la Asociación Indígena ‘Ñimi Kafe Pu Domo’.
También colabora con más de 40 artesanos urbanos, vendiendo su artesanía variada y cultural en su tienda, en el Museo Regional de la Araucanía.

## Ubicación
•	La Fundación Chol-Chol tiene su administración así como su propia tienda de Alta Textilería Mapuche, en colaboración con la Asociación Indígena ‘Ñimi Kafe Pu Domo’ en: 
Camino Temuco a Imperial, km 16, casilla 45, Temuco, Chile
•	También dispone de otro espacio de Alta Artesanía, donde se pueden descubrir obras de más de 40 artesanos de la Araucanía, así como productos de la Red de Comercio Justo del Sur (SURES) en la tienda del Museo Regional de la Araucanía:
Avenía Alemania 084, Temuco, Chile